# 麥卡洛克縣 (德克薩斯州)
麥卡洛克縣（英語：McCulloch County）是美國德克薩斯州中部的一個縣。面積2,780平方公里。根據美國2000年人口普查，共有人口8,205人。縣治布雷迪（Brady）。
成立於1856年8月27日，縣政府成立於1876年。縣名紀念美墨戰爭、美國內戰時期的軍人本傑明·麥卡洛克（Benjamin McCulloch）